# 게리 매벗
게리 빈센트 매벗(영어: Gary Vincent Mabbutt, 1961년 8월 23일~)은 잉글랜드의 전 축구 선수로, 17세에 제1형 당뇨병 진단을 받았음에도 불구하고 총 750경기 이상의 프로 경기에 출전했다. 그는 브리스틀 로버스에서 131경기를 출전했으며, 토트넘 홋스퍼에서 619경기를 출전했다. 또한 그는 잉글랜드 국가대표팀에서 16경기에 출전했다. 그는 주로 중앙 수비수로 활약했지만 미드필드에서도 뛰어난 활약을 펼친 다재다능한 선수였으며, 토트넘 홋스퍼 소속으로 1984년 UEFA 컵과 1991년 FA컵에서 우승을 차지했다.

## 경력

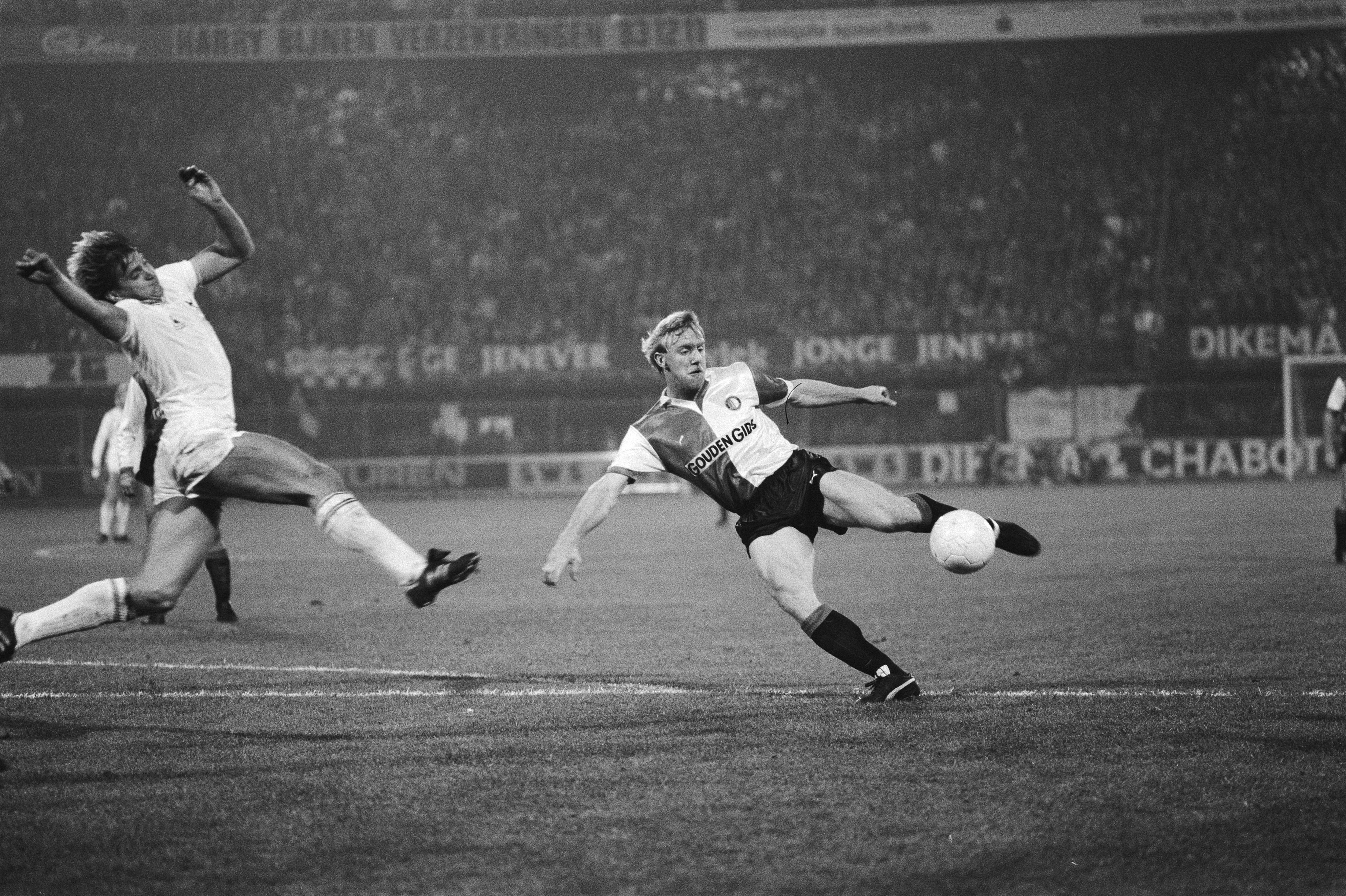
1983년 토트넘 홋스퍼에서 뛰고 있는 게리 매벗(왼쪽)

매벗은 1982년부터 1998년까지 토트넘 홋스퍼에서 16년간 활약했다. 그는 1987년부터 1998년까지 11년 동안 팀의 주장을 맡았다.
그는 1980년대 영국 축구계에서 가장 유명한 수비수 중 한 명이 되었으며, 첫 커리어로 브리스톨 로버스에서 뛰었고 그 후 1부 리그 클럽인 토트넘 홋스퍼에 합류하여 주장을 맡았다. 또한 매벗은 잉글랜드 축구 국가대표로 총 16 경기에 출장하여 1986년 유고슬라비아와의 경기에서 국가대표 경력의 유일한 한 골을 넣었다.
그는 토트넘의 홈구장이었던 화이트 하트 레인에서 열린 루턴 타운과의 2-2 무승부 경기에서 토트넘 데뷔전을 치러 골을 넣었다. 그는 1984년 토트넘 소속으로 UEFA 컵 우승을 차지하였고, 주장으로 있었던 1991년 FA컵 결승전에도 출전하여 팀을 승리로 이끌었다. 그는 1987년 5월 16일에 열린 FA컵 결승전에서 코번트리 시티와의 경기 중 전반 41분에 팀의 두 번째 골을 넣어 2-1로 앞서는데 기여했지만, 후반 63분에 터진 코번트리의 동점골로 가게 된 연장전 96분에 무릎으로 자책골을 넣어 코번트리 시티가 3-2로 승리하는데 지대한 영향을 끼치게 되었다. 이 경기로 그는 코번트리 시에서 일종의 민족 영웅으로 추앙받게 되었고, 코번트리의 한 팬진은 '개리 매벗의 무릎'(Gary Mabbutt's Knee)이라는 제목을 쓰기도 했다. 그럼에도 매벗은 1987년 토트넘 올해의 선수에 선정되기도 했다.
매벗은 1993년 11월 윔블던 FC의 공격수 존 파샤누와의 공중 경합 중 파샤누의 팔꿈치에 두개골과 안와가 골절되는 부상을 입은 후 3개월간 경기에 뛸 수 없었으며 복귀 후에는 경기장에서 보호 마스크를 착용한 최초의 선수가 되었다. 그는 1996-97 시즌 개막일에 다리가 부러져 다음 시즌까지 경기에 나서지 못했으며, 시즌이 끝난 후 16년간 뛰었던 화이트 하트 레인에서 은퇴했다. 당시 그는 클럽에서 두 번째로 오랫동안 활약한 선수가 되었다. 그가 토트넘에서 마지막으로 출전한 경기는 1997-98 시즌 마지막 경기인 사우샘프턴 FC와의 경기였다.

## 사생활
게리 매벗은 1961년 브리스톨에서 태어났다. 그의 아버지는 전 축구 선수 레이 매벗(Ray Mabbutt)이고 그의 형 역시 전 축구 선수 케빈 매벗(Kevin Mabbutt)이다. 그는 캐시(Kathy)와 결혼하여 두 딸을 두었다. 매벗은 제1형 당뇨병을 앓고 있으며, 당뇨병을 앓고 있는 많은 어린이들에게 아이콘이 되었다. 그는 BBC의 어린이 TV 프로그램인 《블루 피터》에 출연하여 오렌지에 인슐린을 주입하는 시범을 보여주면서 자신이 당뇨를 어떻게 관리하는지 보여주기도 했다. 2013년 매벗은 당뇨병으로 인한 말초동맥질환을 앓은 후 왼쪽 다리를 살리기 위해 수술을 받았다. 수술 후 그는 더 이상 달리거나 공을 차는 것이 불가능해졌다.
매벗은 축구에 대한 공로로 1994년 새해 영예 훈장을 받았으며 대영 제국 훈장(MBE)을 받았다. 매벗은 1998년 하트퍼드셔 대학교에서 명예 이학 석사 학위를, 2018년 배스 대학교에서 명예 보건학 박사 학위를, 2019년 브리스틀 대학교에서 명예 법학 박사 학위를 받았다. 그는 2010년 남아프리카공화국 월드컵 결승전의 홍보대사로 활동했다. 또한 남아프리카 공화국 더반에서 축구와 길거리 아이들의 권리를 위해 길거리 아동 및 길거리 아동 출신 아이들을 훈련하고 격려하며 딜로이트 스트리트 차일드 월드컵(Street Child World Cup)과 협력하고 있다. 그는 현재 토트넘 홋스퍼와 영국 축구 협회의 글로벌 클럽 홍보대사, 프린스 트러스트 홍보대사, 영국 당뇨병 협회의 명예 부회장으로 활동하고 있다.
2018년에 매벗은 쥐에게 발 일부를 뜯어먹혔다. 당뇨병 신경병증으로 발에 감각이 거의 없는 매벗은 남아프리카 공화국 크루거 국립공원에서 딸과 휴가를 보내던 중, 쥐가 발 일부를 갉아먹고 발가락 하나를 뼈까지 물어뜯은 것을 뒤늦게 발견했다. 그는 수술을 위해 영국으로 돌아가야 했고 병원에 일주일 동안 입원했다.

## 수상

### 토트넘 홋스퍼
- UEFA 컵: 1983–84[19]
- FA컵: 1990–91;[20] 준우승: 1986–87[21]
- FA 커뮤니티 실드: 1991 (공동우승)[22]

### 기타
- 대영제국 훈장 수훈: 1994년[23]